# Pasila

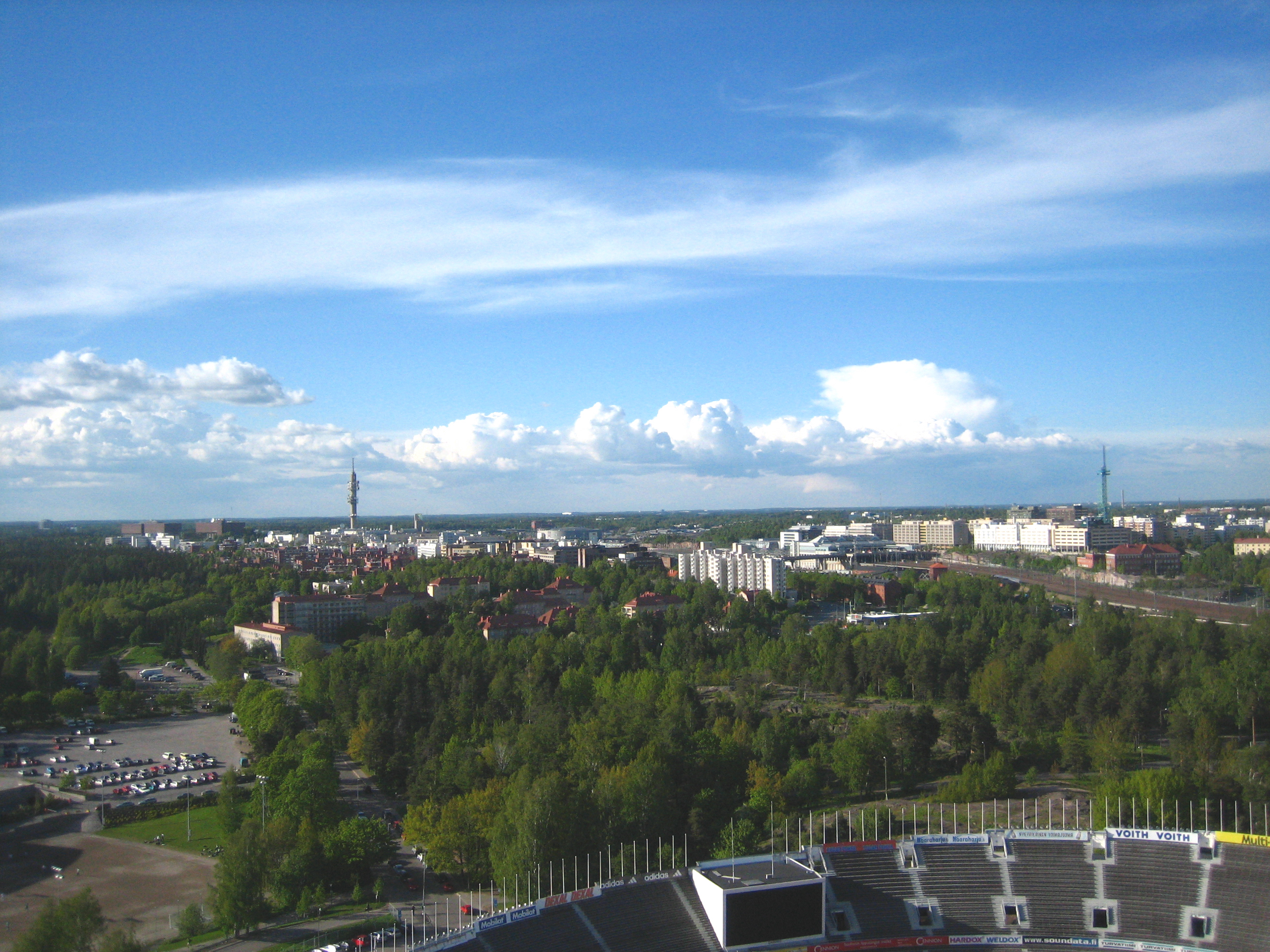
Uitzicht vanaf stadion

Pasila (Böle in het Zweeds) is een woonwijk van Helsinki, Finland en telt circa 8000 inwoners.
De wijk grenst aan Kallio in het zuiden, het centrale park (Keskuspuisto) in het westen en Vallila in het oosten.